# 湊みや
湊 みや（みなと みや、12月16日 - ）は、日本の女性声優。東京都出身。東京俳優生活協同組合所属。

## 略歴
俳協ボイスアクターズスタジオ61期を経て、2022年4月1日より東京俳優生活協同組合に所属。
初めてオーディションを受けた作品は2024年に発表された『学園アイドルマスター』の紫雲清夏役である。

## 人物
特技はダンス、絵を描くこと。ダンスは小学生のうちに3年間ほどヒップホップを習っていた。進学を機に一度辞めたものの、その後も独学で続けていた。絵については習ったことはなく独学であるが、所属事務所である俳協創立65周年記念のリーディングライブにてキービジュアルを任されるほど達者である。
趣味はカラオケ、ネイルアート、スキー。水泳が苦手である。
座右の銘は「生きてて偉い」。
好きなスイーツはモンブラン。好きな料理は食べるのも作るのも中華料理。中華料理に使われる唐辛子の辛さは平気だが、わさびやからしは少量でも食べられないほど苦手である。
紫雲清夏役で出演している『アイドルマスターシリーズ』は小学生の頃から触れており、東京ドームで開催されたライブイベント『THE IDOLM@STER M@STERS OF IDOL WORLD!!!!! 2023』も観覧している。
兄がいる。

## 出演
太字はメインキャラクター。

### テレビアニメ
- 盾の勇者の成り上がり Season3（2023年、亜人の少女[11][12]）
- 宇宙人ムームー（2025年、鮫洲の友人[13][14]、女子アナ[15][16]）

### Webアニメ
- SAND LAND: THE SERIES（2024年、サンドランド国民、フォレストランド国民）

### ゲーム
2022年
- ブラウンダスト（イーヴリン）

2023年
- けものフレンズ3（カンジキウサギ）
- 誰ガ為のアルケミスト（エナンジ）
- マブラヴ：ディメンションズ（2023年 - 2024年、グレーテル・イェッケルン）

2024年
- 学園アイドルマスター（2024年 - 2025年、紫雲清夏）

### インターネット配信番組
- 湊みやのStreaming Club（2024年 - 、YouTube）[23]
- 湊みやのみなとタワーへようこそ！（2025年 - 、ニコニコチャンネルプラス）[24]

### 舞台
- セント・メグル・タイム-ぼくらの時空転々記-（2024年8月27日、新宿シアタートップス） - 日替わりゲスト[25]
- HAIKYO 65th special edition 朗読劇「銀河鉄道の夜」- Night on the MILKY WAY TRAIN（2025年7月17日、TACCS1179） - 少女 役 他（日替わりキャスト）[注 1][27]

## ディスコグラフィ

### キャラクターソング
| 発売日         | 商品名                                                                                               | 歌                                                                   | 楽曲 | 備考                                 |
| -------------- | --- | -------------------------------------------------------------------- | --- | ------------------------------------ |
| 2024年5月16日  | 初                                                                                                   | 初星学園                                                             | 「初」 | ゲーム『学園アイドルマスター』関連曲 |
| 2024年6月10日  | Campus mode!!                                                                                        | 初星学園                                                             | 「Campus mode!!」                                                                                              | ゲーム『学園アイドルマスター』関連曲 |
| 2024年8月14日  | 学園アイドルマスター Season Solo Collection Vol.1「キミとセミブルー」                                | 姫崎莉波（薄井友里）、有村麻央（七瀬つむぎ）、紫雲清夏（湊みや）     | 「キミとセミブルー」                                                                                           | ゲーム『学園アイドルマスター』関連曲 |
| 2024年8月14日  | 学園アイドルマスター Season Solo Collection Vol.1「キミとセミブルー」                                | 紫雲清夏（湊みや）                                                   | 「キミとセミブルー」                                                                                           | ゲーム『学園アイドルマスター』関連曲 |
| 2024年8月14日  | 学園アイドルマスター Season Solo Collection Vol.2「冠菊」                                            | 紫雲清夏（湊みや）                                                   | 「冠菊」 | ゲーム『学園アイドルマスター』関連曲 |
| 2024年9月25日  | 紫雲清夏 1st Single「Tame-Lie-One-Step」                                                             | 紫雲清夏（湊みや）                                                   | 「Tame-Lie-One-Step」 「初」 「Campus mode!!」                                                                 | ゲーム『学園アイドルマスター』関連曲 |
| 2024年10月13日 | がむしゃらに行こう！                                                                                 | 有村麻央（七瀬つむぎ）、紫雲清夏（湊みや）、篠澤広（川村玲奈）       | 「がむしゃらに行こう！」                                                                                       | ゲーム『学園アイドルマスター』関連曲 |
| 2024年10月18日 | Howling over the World                                                                               | 有村麻央（七瀬つむぎ）、紫雲清夏（湊みや）、篠澤広（川村玲奈）       | 「Howling over the World」                                                                                     | ゲーム『学園アイドルマスター』関連曲 |
| 2024年10月26日 | ミラクルナナウ(ﾟ∀ﾟ)！                                                                                | 有村麻央（七瀬つむぎ）、紫雲清夏（湊みや）、篠澤広（川村玲奈）       | 「ミラクルナナウ(ﾟ∀ﾟ)！」                                                                                      | ゲーム『学園アイドルマスター』関連曲 |
| 2024年10月30日 | 学園アイドルマスター 初星学園×アニメイト コラボCD「古今東西ちょちょいのちょい」【北海道+東北地方盤】 | 藤田ことね（飯田ヒカル） feat.紫雲清夏（湊みや）                     | 「古今東西ちょちょいのちょい [北海道ver.]」                                                                    | ゲーム『学園アイドルマスター』関連曲 |
| 2024年10月30日 | 学園アイドルマスター 初星学園×アニメイト コラボCD「古今東西ちょちょいのちょい」【北海道+東北地方盤】 | 紫雲清夏（湊みや） feat.葛城リーリヤ（花岩香奈）                     | 「古今東西ちょちょいのちょい [宮城県ver.]」                                                                    | ゲーム『学園アイドルマスター』関連曲 |
| 2024年10月30日 | 学園アイドルマスター 初星学園×アニメイト コラボCD「古今東西ちょちょいのちょい」【関東地方盤】        | 紫雲清夏（湊みや） feat.有村麻央（七瀬つむぎ）                       | 「古今東西ちょちょいのちょい [栃木県ver.]」                                                                    | ゲーム『学園アイドルマスター』関連曲 |
| 2024年10月30日 | 学園アイドルマスター 初星学園×アニメイト コラボCD「古今東西ちょちょいのちょい」【中部地方盤】        | 紫雲清夏（湊みや） feat.藤田ことね（飯田ヒカル）                     | 「古今東西ちょちょいのちょい [富山県ver.]」                                                                    | ゲーム『学園アイドルマスター』関連曲 |
| 2024年10月30日 | 学園アイドルマスター 初星学園×アニメイト コラボCD「古今東西ちょちょいのちょい」【近畿地方盤】        | 花海咲季（長月あおい） feat.紫雲清夏（湊みや）                       | 「古今東西ちょちょいのちょい [京都府ver.]」                                                                    | ゲーム『学園アイドルマスター』関連曲 |
| 2024年10月30日 | 学園アイドルマスター 初星学園×アニメイト コラボCD「古今東西ちょちょいのちょい」【近畿地方盤】        | 姫崎莉波（薄井友里） feat.紫雲清夏（湊みや）                         | 「古今東西ちょちょいのちょい [滋賀県ver.]」                                                                    | ゲーム『学園アイドルマスター』関連曲 |
| 2024年10月30日 | 学園アイドルマスター 初星学園×アニメイト コラボCD「古今東西ちょちょいのちょい」【中国+四国地方盤】   | 月村手毬（小鹿なお） feat.紫雲清夏（湊みや）                         | 「古今東西ちょちょいのちょい [島根県ver.]」                                                                    | ゲーム『学園アイドルマスター』関連曲 |
| 2024年10月30日 | 学園アイドルマスター 初星学園×アニメイト コラボCD「古今東西ちょちょいのちょい」【中国+四国地方盤】   | 葛城リーリヤ（花岩香奈） feat.紫雲清夏（湊みや）                     | 「古今東西ちょちょいのちょい [広島県ver.]」                                                                    | ゲーム『学園アイドルマスター』関連曲 |
| 2024年10月30日 | 学園アイドルマスター 初星学園×アニメイト コラボCD「古今東西ちょちょいのちょい」【中国+四国地方盤】   | 紫雲清夏（湊みや） feat.藤田ことね（飯田ヒカル）                     | 「古今東西ちょちょいのちょい [徳島県ver.]」                                                                    | ゲーム『学園アイドルマスター』関連曲 |
| 2024年10月30日 | 学園アイドルマスター 初星学園×アニメイト コラボCD「古今東西ちょちょいのちょい」【中国+四国地方盤】   | 篠澤広（川村玲奈） feat.紫雲清夏（湊みや）                           | 「古今東西ちょちょいのちょい [愛媛県ver.]」                                                                    | ゲーム『学園アイドルマスター』関連曲 |
| 2024年10月30日 | 学園アイドルマスター 初星学園×アニメイト コラボCD「古今東西ちょちょいのちょい」【九州+沖縄地方盤】   | 紫雲清夏（湊みや） feat.姫崎莉波（薄井友里）                         | 「古今東西ちょちょいのちょい [鹿児島県ver.]」                                                                  | ゲーム『学園アイドルマスター』関連曲 |
| 2024年11月13日 | 学園アイドルマスター Season Solo Collection Vol.3「仮装狂騒曲」                                      | 紫雲清夏（湊みや）                                                   | 「仮装狂騒曲」                                                                                                 | ゲーム『学園アイドルマスター』関連曲 |
| 2024年12月11日 | 学園アイドルマスター Season Solo Collection Vol.4「White Night! White Wish!」                        | 紫雲清夏（湊みや）                                                   | 「White Night! White Wish!」                                                                                   | ゲーム『学園アイドルマスター』関連曲 |
| 2025年1月下旬  | 紫雲清夏 誕生日記念Single「Ride on Beat」                                                            | 紫雲清夏（湊みや）                                                   | 「Ride on Beat」                                                                                               | ゲーム『学園アイドルマスター』関連曲 |
| 2025年2月14日  | 学園アイドルマスター Season Solo Collection Vol.5「ハッピーミルフィーユ」                            | 紫雲清夏（湊みや）                                                   | 「ハッピーミルフィーユ」                                                                                       | ゲーム『学園アイドルマスター』関連曲 |
| 2025年3月3日   | 学園アイドルマスター Season Solo Collection Vol.6「雪解けに」                                        | 紫雲清夏（湊みや）                                                   | 「雪解けに」                                                                                                   | ゲーム『学園アイドルマスター』関連曲 |
| 2025年3月26日  | 紫雲清夏 2nd Single「カクシタワタシ」                                                                | 紫雲清夏（湊みや）                                                   | 「カクシタワタシ」 「Kira Kira」 「がむしゃらに行こう！」 「Howling over the World」 「ミラクルナナウ(ﾟ∀ﾟ)！」 | ゲーム『学園アイドルマスター』関連曲 |
| 2025年4月9日   | 学園アイドルマスター Season Solo Collection Vol.7「桜フォトグラフ」                                  | 葛城リーリヤ（花岩香奈）、紫雲清夏（湊みや）、花海咲季（長月あおい） | 「桜フォトグラフ」                                                                                             | ゲーム『学園アイドルマスター』関連曲 |
| 2025年4月9日   | 学園アイドルマスター Season Solo Collection Vol.7「桜フォトグラフ」                                  | 紫雲清夏（湊みや）                                                   | 「桜フォトグラフ」                                                                                             | ゲーム『学園アイドルマスター』関連曲 |
| 2025年5月17日  | 標                                                                                                   | 初星学園                                                             | 「標」 | ゲーム『学園アイドルマスター』関連曲 |
| 2025年6月20日  | Love & Joy                                                                                           | 紫雲清夏（湊みや）                                                   | 「Love & Joy」                                                                                                 | ゲーム『学園アイドルマスター』関連曲 |
| 2025年8月9日   | ENDLESS DANCE                                                                                        | 有村麻央（七瀬つむぎ）、紫雲清夏（湊みや）、篠澤広（川村玲奈）       | 「ENDLESS DANCE」                                                                                              | ゲーム『学園アイドルマスター』関連曲 |